# Лео Секстон
Лео Джозеф Секстон (англ. Leo Joseph Sexton; нар. 27 серпня 1909 — пом. 6 вересня 1968) — американський легкоатлет, який спеціалізувався в штовханні ядра.

## З життєпису
Олімпійський чемпіон зі штовхання ядра (1932).
Чемпіон США та переможець олімпійських відбіркових змагань США зі штовхання ядра (1932). Срібний призер чемпіонату США зі штовхання ядра (1931). Чемпіон США з метання ваги (1930, 1931, 1932).
Чемпіон США в приміщенні зі штовхання ядра (1931, 1932) та метання ваги (1932).
Ексрекордсмен світу зі штовхання ядра (16,16; 1932).
По закінченні спортивної кар'єри працював у страховому бізнесі.